# Xã Kentucky, Quận Jefferson, Kansas
Xã Kentucky (tiếng Anh: Kentucky Township) là một xã thuộc quận Jefferson, tiểu bang Kansas, Hoa Kỳ. Năm 2010, dân số của xã này là 1.746 người.